# Nowe Miasteczko (ville)
Pour les articles homonymes, voir Nowe Miasteczko.
Nowe Miasteczko (prononciation : [ˈnɔvɛ mʲasˈtɛt͡ʂkɔ]) est une ville située dans la partie occidentale de la Pologne.
Elle est le siège administratif (chef-lieu) de la gmina appelée Nowe Miasteczko.
La cité a une superficie de 3,29 kilomètres carrés.

## Histoire
En 1793, le village est annexé par le Royaume de Prusse sous le nom de Neustädtel. De 1818 à 1945, Neustädtel fait partie de l'arrondissement de Freystadt-en-Basse-Silésie dans le district de Liegnitz au sein de la province de Silésie.
Après la Seconde Guerre mondiale, avec la mise en œuvre de la ligne Oder-Neisse, la ville intègre la République populaire de Pologne (voir Évolution territoriale de la Pologne).
De 1975 à 1998, la ville appartenait administrativement à la voïvodie de Zielona Góra.

Depuis 1999, elle appartient administrativement à la voïvodie de Lubusz.